# Автомагистрали в Босна и Херцеговина
Автомагистралите, предвидени към 2008 година за изграждане в Босна и Херцеговина, са 2 с обща дължина 590 km – по основното направление север-юг към Адриатика през столицата Сараево и Мостар, и от Автомагистрала А1 край Сараево в западна посока през Травник, ♥Яйце и Бихач, Автомагистрала А2 се свързва с хърватската автомагистрална мрежа. Общата дължина на автомагистралните пътища в страната към 2008 година е 45 km.

## Списък
| Магистрала | Начало | Възли                   | Край | Дължина | Изградени |
| ---------- | ------ | ----------------------- | ---- | ------- | --------- |
|            | –      | Зеница, Сараево, Мостар | –    | 340 km  | 61 km     |

|  | Тази страница частично или изцяло представлява превод на страницата A2 (Bosnien und Herzegowina) в Уикипедия на немски. Оригиналният текст, както и този превод, са защитени от Лиценза „Криейтив Комънс – Признание – Споделяне на споделеното“, а за съдържание, създадено преди юни 2009 година – от Лиценза за свободна документация на ГНУ. Прегледайте историята на редакциите на оригиналната страница, както и на преводната страница, за да видите списъка на съавторите. ВАЖНО: Този шаблон се отнася единствено до авторските права върху съдържанието на статията. Добавянето му не отменя изискването да се посочват конкретни източници на твърденията, които да бъдат благонадеждни. |